# 東昌道
東昌道，中华民国初期设置的道，属山东省。
民国十四年（1925年）10月，奉系军阀、山东督办兼省长张宗昌废除袁世凯时代设置的山东四道（济南道、济宁道、东临道，胶东道），将山东省分为十一道。東昌道由东临道分置，道尹驻聊城县（今山东省聊城市）。辖聊城县、堂邑县、博平县、茌平县、清平县、莘县、冠县、馆陶县、高唐县、丘县、阳谷县、寿张县等12县。民国十七年（1928年）5月，国民革命军北伐後废。日伪时期又设東昌道。